# Polyzonus auroviridis
Polyzonus auroviridis là một loài bọ cánh cứng trong họ Cerambycidae.